# Trällekilla
Trällekilla, västra delen är en av SCB avgränsad och namnsatt småort i Lyngby socken i Lunds kommun. Orten kallas vanligen Lyngby slätter.
Lyngby slätter består av en gles samling hus och smågårdar väster om gården Trällekilla.